# 白腹青灰蝶
白腹青灰蝶（學名：Tajuria diaeus），又名白日雙尾灰蝶、花蓮青小灰蝶、花蓮小灰蝶、宙斯青灰蝶、白裡青灰蝶。

## 描述
本種為中小型灰蝶，具雌雄二型性。體背灰褐混藍，腹面白色或略泛黃。頭部具毛，頭頂褐雜白，額白色，複眼具白邊且光滑。觸角褐色帶白環，下唇鬚前伸，末節細小，白色背面有深褐條紋。足白色具深褐紋，雄蝶前足跗節癒合、雌蝶不癒合。
前翅長15-19 mm，呈三角形，前緣弧形；後翅近卵形，臀區具葉狀突，CuA1、CuA2與1A+2A脈末端皆具尾突。翅背面為深或黑褐色，前後翅具藍紫色斑塊，雄蝶斑色鮮明，雌蝶較淡且前翅偶有白斑。翅腹面底色白，具一條褐色線紋，前翅為斜線，後翅呈W形，外緣另有淡褐色帶紋。後翅CuA1室有黑斑，帶橙弦月紋，臀突為黑色，上具橙紋與藍鱗。緣毛前翅為褐色，後翅為白褐相間。

## 分佈
分布於印度東北部、喜瑪拉雅地區、中南半島、爪哇、華西至華南及臺灣，臺灣則見於中至高海拔山區。

## 棲地
棲息於常綠闊葉林，一年多代，成蝶活動於樹冠層。幼蟲以桑寄生科植物的葉片和花為食。
寄主植物包括榿葉桑寄生、忍冬葉桑寄生、李棟山桑寄生、杜鵑桑寄生等。